# Glenea rubricollis
Glenea rubricollis là một loài bọ cánh cứng trong họ Cerambycidae.